# Centaurea pseudocadmea
Centaurea pseudocadmea — вид квіткових рослин родини айстрових (Asteraceae). Ендемік сходу Греції.
Багаторічний вид з розгалуженим, напівздерев'янілим кореневищем і розетками листя. Листки з притиснутими густими волосками з обох поверхонь, ліроподібно-перисті. Квіти від рожевих до пурпурових. Період цвітіння травень — червень. Населяє кам'янисті вапнякові місця.